# أبراج خور جميرا
أبراج خور جميرا هي مجمع من برجين في مدينة دبي الطبية في دبي، الإمارات العربية المتحدة. البرجان هما خور جميرا سايد بارك ريزيدنس وخور جميرا سايد بارك هوتيل. وخور جميرا ريزيدنس هو الأطول من البرجين حيث يتكون من 43 طابقًا ويبلغ ارتفاعه 172 مترًا (564 قدمًا). بينما يبلغ ارتفاع البرج الآخر 140 مترًا (460 قدمًا) ويتكون من 35 طابقًا. كان من المتوقع أن يكتمل البناء في عام 2008 ولكن تم تعليقه لعدة سنوات حتى استؤنف في عام 2012. 
ستدير شركة الفنادق جميرا ومقرها دبي البرجين. سيحتوي برج الفندق على 439 غرفة وجناحًا بينما يحتوي البرج السكني على 406 شقة. 

## أهم أبراج خور جميرا أيضاً
يتألف خور الجميرا Xالكائن في منطقة أبراج بحيرات الجميرا من ثلاثة أبراج تتمثل ببرج خور الجميرا X1 السكني، بالإضافة إلى برجي X2 وX3 التجاريين، وتتميز هذه المجموعة بموقعها الاستراتيجي في الشمال الشرقي من أبراج بحيرات الجميرا بالقرب من بحيرة أبراج بحيرات جميرا. 